# Jeremy Davidson
Jeremy Davidson (Broome County, 24 december 1971), geboren als Jeremy Michael Greenberg, is een Amerikaans acteur, filmregisseur, filmproducent en scenarioschrijver.

## Biografie
Davidson werd geboren in Vestal, een plaats in Broome County waar hij de high school heeft doorlopen aan de Vestal Senior High School.
Davidson begon in 2000 met acteren in de film Hopewell. Hierna heeft hij nog meerdere rollen gespeeld in films en televisieseries zoals Roswell High (2000-2001), Windtalkers (2002), Salt (2010), Brothers & Sisters (2010) en Army Wives (2007-2012).
Davidson is ook actief als filmregisseur, filmproducent en scenarioschrijver, in 2009 heeft hij de film Tickling Leo geschreven, geregisseerd en geproduceerd.
Davidson is getrouwd geweest en is in 2006 getrouwd met Mary Stuart Masterson en heeft hieruit drie kinderen.

## Filmografie

### Films
Uitgezonderd korte films.
- 2020 Before/During/After - als David
- 2015 You Bury Your Own - als John Ryan
- 2010 Salt – als agent geheime dienst
- 2006 Little Chenier – als Carl Lebauve
- 2005 Hate – als Joey
- 2003 Deprivation – als Thomas
- 2002 Windtalkers – als marinier
- 2001 Skeletons in the Closet – als Ashby
- 2000 Hopewell – als ??

### Televisieseries
Uitgezonderd eenmalige gastrollen.
- 2018 Seven Seconds - als James Connelly - 8 afl.
- 2017 Madam Secretary - als Daryl Brennan - 2 afl.
- 2017 Doubt - als Calvin Ferretti - 2 afl.
- 2016 The Making of the Mob - als verteller - 6 afl.
- 2015 Show Me a Hero - als John Spencer - 2 afl.
- 2014 Gotham - als Nikolai - 2 afl.
- 2014 Royal Pains - als Ray Mazzarino - 6 afl.
- 2013 Do No Harm - als Rob - 5 afl.
- 2007 – 2012 Army Wives – als Chase Moran / Paul Thompson – 56 afl.
- 2011 – 2012 Pan Am – als Richard Parks – 14 afl.
- 2010 Brothers & Sisters – als Jack Randall – 4 afl.
- 2007 The Kill Point – als Henry Roman / mr. Rabbit – 8 afl.
- 2000 – 2001 Roswell High – als Grant Sorenson – 5 afl.

### Computerspellen
- 2007 Manhunt 2 - als bloedhond

- International Standard Name Identifier: 0000 0000 3586 618X
- Library of Congress Control Number: n2007002309
- Nationale Bibliotheek van Israël: 987007260269505171
- Virtual International Authority File: 43743798
- WorldCat: E39PBJbxGmWc4PXgQk3MxkbyBP